# Уочула
Уочула (также: Вочула, Ваучула; англ. Wauchula) — город в округе Харди, штат Флорида, США. По данным переписи 2010 года, в нём проживало 5 001 человек по сравнению с 4 368 при переписи 2000 года. Это административный центр округа Харди.
Уочула называют «мировой столицей огурцов», хотя за последние несколько десятилетий цитрусовые стали более важной сельскохозяйственной культурой. Здесь находятся исторический район Даунтаун Уочула и поместье Альберта Карлтона.

## География
Уочула расположен в северо-центральной части округа Харди. Маршрут 17 США проходит через город и ведёт на север 25 миль (40 км) в Бартоу и на юг 24 мили (39 км) до Аркадии. В пределах графства, Zolfo Springs находится в 4 мили (6 км) к югу от США 17, а Боулинг-Грин находится в 6 миль (10 км) на север.
По данным Бюро переписи населения США, Уочула имеет площадь 8,6 квадратного километра (3,3 кв. миль), всё — земля (водных поверхностей нет).

### Ураган Чарли
Ураган Чарли обрушился на Вочулу в c. 5:30 в пятницу, 13 августа 2004 г., в результате чего ущерб составил более 750 миллионов долларов. Устойчивый ветер 140 миль / ч (230 км / ч), с порывами более 160 миль / ч (260 км / ч), были зафиксированы в центре города Уочула. На всей территории в течение недели либо отсутствовала проточная вода, либо вода была загрязнена. Электроэнергия была отключена во многих секциях почти на три недели, а школа была отменена на две недели. Этот район был объявлен федеральной зоной бедствия после того, как 85 % его зданий были повреждены или разрушены. Комендантский час в этом районе был установлен на несколько недель с 8 вечера до 7 утра.

### Климат
Климат в этой местности отличается жарким влажным летом и тёплой зимой. Согласно системе классификации климата Кёппена, Уочула имеет влажный субтропический климат (Cfa).

## Демография

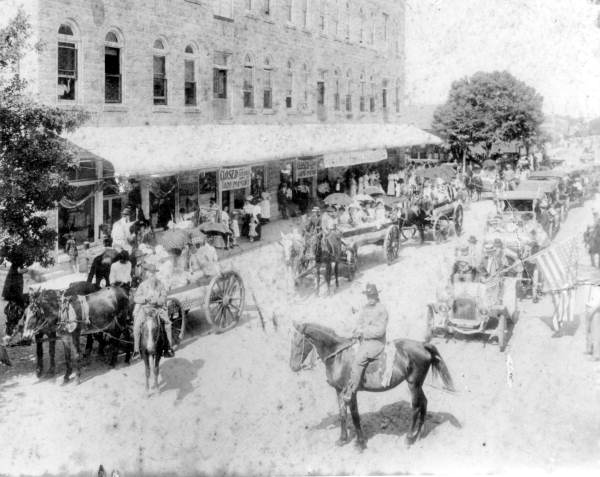
Парад в честь Дня памяти конфедератов на Мэйн-стрит, 1912 год.

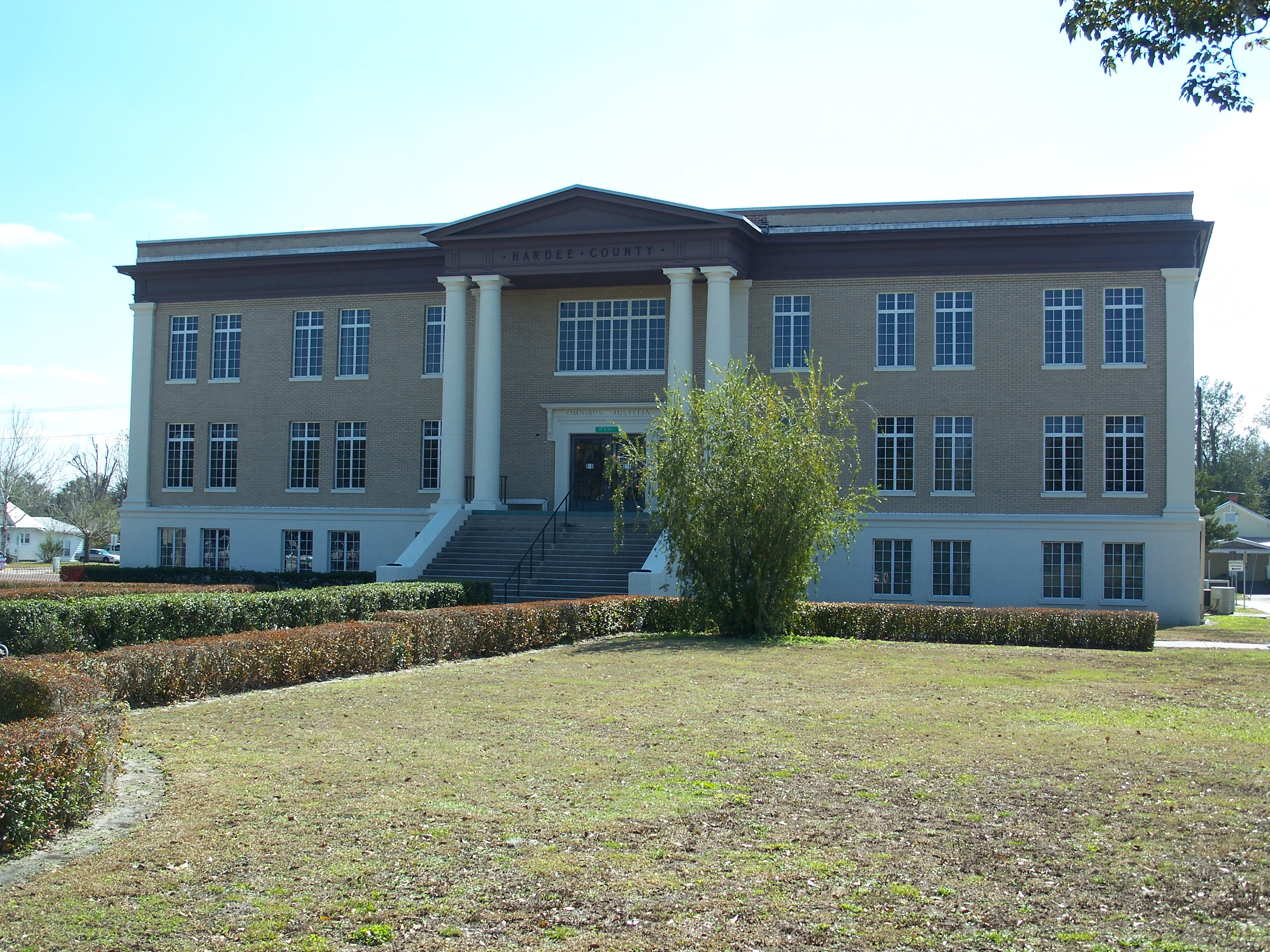
Здание суда округа Харди

По данным переписи 2000 года насчитывалось 4 368 человек, 1 431 домашнее хозяйство и 985 семей, проживающих в городе. Плотность населения была 1669,6 человек на квадратную милю (643,7 / км 2). Было 1 562 единицы жилья в средней плотности 597,0 за квадратную милю (230,2 / км 2). Расовый состав города был белым на 73,44 %, афроамериканцем на 4,17 %, коренным американцем на 0,57 % , азиатом на 0,30 %, 18,84 % представителем других рас и 2,68 % представителем двух или больше рас. Латиноамериканцы или латиноамериканцы любой расы составляли 39,42 % населения.
Существовало 1431 домохозяйство, из которых 36,5 % имели детей в возрасте до 18 лет, проживающих с ними, 48,9 % были женатыми парами, 14,8 % семей женщины проживали без мужей, а 31,1 % не имели семьи. 26,5 % всех домохозяйств состоят из отдельных лиц и 13,1 % из них кто-то одиноких людей 65 лет и старше. Средний размер домохозяйства 2,97, а средний размер семьи 3,57.
В городе население было рассредоточено, с 30,7 % в возрасте до 18 лет, 11,6 % от 18 до 24 лет, 26,9 % от 25 до 44 лет, 17,1 % от 45 до 64 лет и 13,7 % в возрасте 65 лет и старше. Средний возраст составлял 30 лет. На каждые 100 женщин приходилось 98,5 мужчин. На каждые 100 женщин возрастом 18 лет и старше насчитывалось 96,7 мужчин.
Средний доход семьи в городе составлял 25 931 доллар, а средний доход семьи — 29 943 доллара. Средний доход мужчин составлял 19 129 долларов против 15 867 долларов у женщин. Доход на душу населения в городе составлял 10 665 долларов. Около 19,9 % семей и 25,0 % населения были ниже черты бедности, в том числе 30,0 % из них моложе 18 лет и 12,8 % тех, кто в возрасте 65 лет и старше.
В 2010 году население Ваучулы составляло 5001 человек. Расовый и этнический состав населения составлял 43,6 % неиспаноязычных белых, 5,9 % чёрных или афроамериканцев, 0,9 % коренных американцев, 1,0 % азиатов, 0,1 % неиспаноязычных представителей какой-либо другой расы, 2,3 % представителей двух или более рас и 48,6 % латиноамериканцев или латиноамериканцев. 44,7 % населения составляли мексиканцы.

## Инфраструктура
- Муниципальный аэропорт Уочула — аэропорт общественного пользования, расположенный на удалении в 5 миль (8,0 км) к юго-западу от центрального делового района.
- «Центр больших обезьян» — постоянное убежище спасённых орангутанов и шимпанзе.

## Известные люди
- Дойл Э. Карлтон (1885—1972), 25-й губернатор Флориды.
- Зик Моватт (1961 г.р.), футболист НФЛ и чемпион Суперкубка XXI.
- Том МакИвен (1923—2011), спортивный обозреватель.
- Би Джей Маклеод (1983 г.р.), гонщик NASCAR.